# Alexandra Palace
Alexandra Palace (Ally Pally) – budynek w Londynie, położony na terenie Alexandra Park, w granicach gminy London Borough of Haringey, która jest również właścicielem obiektu. W pierwotnym założeniu został wzniesiony jako centrum sztuki i rozrywki, mające pełnić dla północnego Londynu analogiczną rolę, jak Pałac Kryształowy dla południowej części miasta. W latach 1936–1956 był pierwszym centrum produkcyjnym telewizji BBC. Obecnie pełni funkcje muzealne, wystawiennicze, koncertowe i rekreacyjne. 

## Historia
Pierwotny Pałac Aleksandry został wzniesiony z materiałów pochodzących z rozbiórki obiektów wystawienniczych wystawy światowej z 1862 roku. Na etapie prac projektowych określany był mianem Wielkiego Pałacu Północnego (Great Northern Palace), później postanowiono nazwać go na cześć Aleksandry, księżnej Walii. W 1863 do użytku oddano park wokół przyszłego pałacu, zaś prace związane z budową gmachu rozpoczęły się w 1865 roku. W 1873 miało miejsce otwarcie zarówno pałacu, jak i zapewniającej dojazd do niego linii kolejowej. Zaledwie po szesnastu dniach w pałacu wybuchł wielki pożar, który zniszczył go doszczętnie, zachowały się jedynie zewnętrzne ściany. Bardzo szybko podjęto decyzję o odbudowie gmachu, którą ukończono w 1875 roku. Wewnątrz znalazły się m.in. sala teatralna, sala koncertowa, sala bankietowa, sala wykładowa, a także muzea i galerie. W 1900 roku pałac przestał być własnością prywatną i otrzymał specjalną ustawę regulującą jego status, zgodnie z którą jest on własnością społeczną, zarządzaną przez władze samorządowe na zasadzie powiernictwa, ale z zastrzeżeniem, iż może być wykorzystywany jedynie w celach kulturalnych i charytatywnych. 
W czasie I wojny światowej w pałacu internowano wielu mieszkających w Wielkiej Brytanii Niemców i Austriaków. W 1935 część pałacu została wydzierżawiona BBC z przeznaczeniem na siedzibę BBC Television Service, pierwszego na świecie nadającego regularnie kanału telewizyjnego (obecnie działającego pod nazwą BBC One). W 1936 nadano z niego pierwsze programy telewizyjne. Pałac pozostał głównym ośrodkiem telewizji BBC do roku 1956, z przerwą na lata II wojny światowej. W latach 1956–1969 nie był już używany jako miejsce produkcji audycji rozrywkowych, ale pozostał siedzibą wiadomości telewizyjnych BBC. Opuszczone przez BBC studia jeszcze przez kilkanaście lat były wykorzystywane przez The Open University do realizacji materiałów wideo związanych z edukacją na odległość. 
W 1980 budynek po raz drugi w swej historii został dotknięty przez duży pożar, który zniszczył ponad połowę jego wnętrz. Renowacja trwała do 1988 roku. W 1990 wewnątrz gmachu oddano do użytku lodowisko. 

## Współczesność
Pałac Aleksandry jest obecnie głównie obiektem wystawienniczym i konferencyjnym. Regularnie bywa wynajmowany na koncerty, a także relatywnie niewielkie imprezy sportowe, m.in. snookerowy turniej Masters. W czasie igrzysk olimpijskich w 2012 pałac został wynajęty przez reprezentację Holandii i jej sponsorów jako oficjalna strefa kibiców tego kraju pod nazwą 2012 Holland Heineken House. Co roku odbywają się w nim również Mistrzostwa Świata w Darcie. Dwa historyczne studia telewizyjne BBC zostały zachowane wraz z zainstalowanym tam sprzętem i służą jako niewielkie muzeum telewizji. 